# Fourneaux (Loire)
Fourneaux település Franciaországban, Loire megyében. Lakosainak száma 567 fő (2022. január 1.). Fourneaux Amplepuis, Chirassimont, Croizet-sur-Gand, Lay, Machézal, Saint-Just-la-Pendue és Saint-Symphorien-de-Lay községekkel határos.

## Népesség
A település népességének változása:
| Lakosok száma | 565  | 490  | 528  | 633  | 618  | 596  | 588  | 582  | 579  | 567  |
|               | 1968 | 1982 | 1990 | 2006 | 2013 | 2015 | 2017 | 2019 | 2020 | 2022 |